# Марк Антоній Гніфон
Марк Антоній Гніфон — вчений галл, навчав юного Цезаря літературі і етикету. Завдяки урокам знаменитого педагога Цезар перетворився в різнобічно розвинену особистість, педагог прищепив йому любов до ораторського мистецтва.